# Colli del Trasimeno rosso frizzante
Il Colli del Trasimeno rosso frizzante è un vino DOC la cui produzione è consentita nella provincia di Perugia.

## Caratteristiche organolettiche
- colore: rosso rubino
- odore: vinoso fruttato
- sapore: asciutto armonico

## Produzione
Provincia, stagione, volume in ettolitri
- nessun dato disponibile